# Hillsche Gleichungen
Die hillschen Gleichungen (nach George William Hill (1838–1914)) beschreiben Bahnänderungen eines Satelliten innerhalb des mitrotierenden Bezugssystems. Mit ihnen lässt sich berechnen, welchen weiteren Verlauf (Bahn und Geschwindigkeit) ein Satellit nimmt, wenn man seine Geschwindigkeit verändert.
Sie sind die Lösung des gekoppelten Gleichungssystems:
- {\displaystyle {\ddot {x}}+2\omega {\dot {z}}=b_{x}}
- {\displaystyle {\ddot {y}}+\omega ^{2}y=b_{y}}
- {\displaystyle {\ddot {z}}-2\omega {\dot {x}}-3\omega ^{2}z=b_{z}}

## Bahngleichungen
- {\displaystyle x(\omega ,t)=\left({x_{0}-2{\frac {{\dot {z}}_{0}}{\omega }}}\right)+2{\frac {{\dot {z}}_{0}}{\omega }}\cos \omega t+\left({6z_{0}+4{\frac {{\dot {x}}_{0}}{\omega }}}\right)\sin \omega t-\left({6z_{0}+3{\frac {{\dot {x}}_{0}}{\omega }}}\right)\omega t}

- {\displaystyle z(\omega ,t)=\left({4z_{0}+2{\frac {{\dot {x}}_{0}}{\omega }}}\right)+{\frac {{\dot {z}}_{0}}{\omega }}\sin \omega t-\left({3z_{0}+2{\frac {{\dot {x}}_{0}}{\omega }}}\right)\cos \omega t}

## Geschwindigkeitsgleichungen
- {\displaystyle {\dot {x}}(\omega ,t)=-3{\dot {x}}_{0}-6\omega z_{0}-2{\dot {z}}_{0}\sin \omega t+\left({6\omega z_{0}+4{\dot {x}}_{0}}\right)\cos \omega t}

- {\displaystyle {\dot {z}}(\omega ,t)=\left({3\omega z_{0}+2{\dot {x}}_{0}}\right)\sin \omega t+{\dot {z}}_{0}\cos \omega t}

## Beispiele

### Radiales Manöver

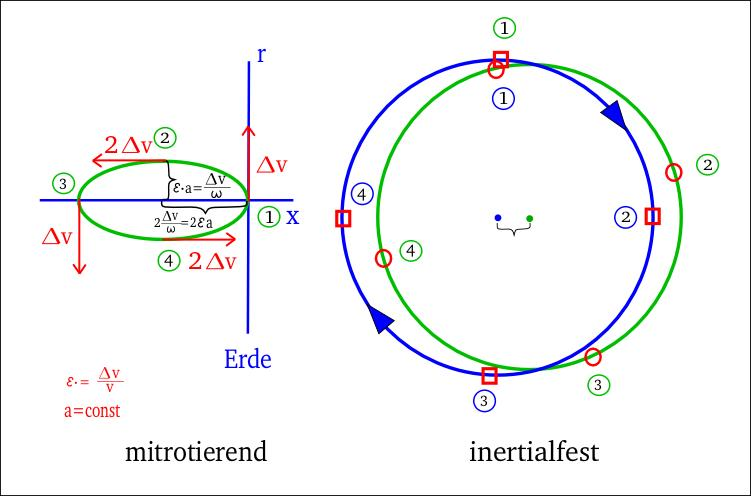
Bahnänderung eines Satelliten bei radialer Geschwindigkeitsänderung

Ein radiales Manöver führt zu einer Ellipse mit dem Verhältnis 1:2.
Anfangsbedingungen:

Position: {\displaystyle (x;z)=(0;0)}

Geschwindigkeit: {\displaystyle ({\dot {x}};{\dot {z}})=(0;\Delta v)}

Bahngleichungen:
- {\displaystyle x=2{\frac {\Delta v}{\omega }}\left({\cos \omega t-1}\right)}
- {\displaystyle z={\frac {\Delta v}{\omega }}\sin \omega t}

### Tangentiales Manöver

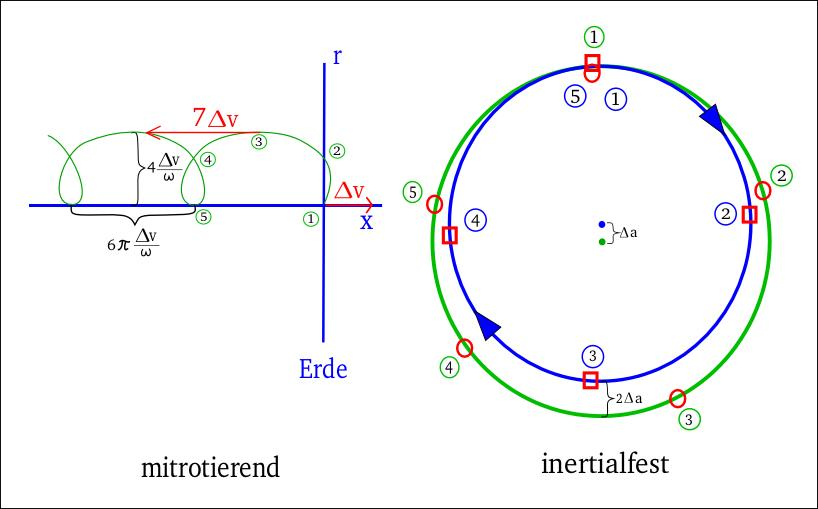
Bahnänderung eines Satelliten bei tangentialer Geschwindigkeitsänderung

Ein tangentiales Manöver führt zu einer Zykloidenförmigen Bahn.
Anfangsbedingungen:

Position: {\displaystyle (x;z)=(0;0)}

Geschwindigkeit: {\displaystyle ({\dot {x}};{\dot {z}})=(\Delta v;0)}

Bahngleichungen:
- {\displaystyle x=4{\frac {\Delta v}{\omega }}\sin \omega t-3\Delta v\cdot t}
- {\displaystyle z=2{\frac {\Delta v}{\omega }}\left({1-\cos \omega t}\right)}
- {\displaystyle {\dot {x}}_{1}=-3{\dot {x}}_{0}+4{\dot {x}}_{0}\cos \omega t}

Nach einem halben Umlauf bewegt sich der Satellit im mitrotierenden Bezugssystem mit siebenfachen {\displaystyle \Delta v} in die Gegenrichtung:
- {\displaystyle {\dot {x}}_{1}\left({t={\frac {T}{2}}}\right)=-3\Delta v-4\Delta v=-7\Delta v}

### Hohmannmanöver

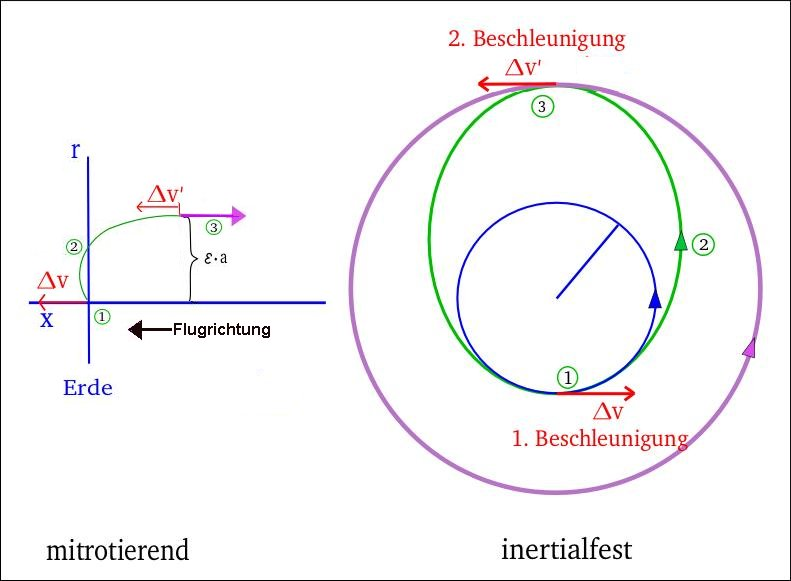
Durchführung des Hohmannübergang mit zwei Manövern

Beim Hohmannübergang werden zwei tangentiale Manöver ausgeführt.
Siehe auch: Hillsche Differentialgleichung (Dreikörperproblem)